# The Terminator: Rampage
The Terminator: Rampage est un jeu vidéo de tir à la première personne développé et édité par Bethesda Softworks, sorti en 1993 sur DOS.

## Trame
Le jeu propose une histoire originale se déroulant en 1984 dans la base de Cheyenne Mountain. Dans le futur, Skynet est à nouveau menacé par la résistance humaine et parvient à envoyer dans le passé le monstrueux Meta-Node, un énorme robot armé de canons à impulsion. Le joueur incarne un commando humain chargé de défaire cette nouvelle menace.

## Accueil
- Aktueller Software Markt : 10/12[1]
- Power Unlimited : 9/10[2]